# Gilgit (fiume)
Il fiume Gilgit (Urdu:دریائے گلگت) è un tributario dell'Indo e si trova in Pakistan, nel Gilgit-Baltistan. Il fiume, che ha una lunghezza di 240 km, ha origine dal lago Shandur (a 3.700 m, 36°04′44″N 72°32′07″E); attraversa la città di Gilgit e poco dopo si unisce al fiume Hunza per sfociare poi nell'Indo.
Vicino al ponte di Alam, sono state ritrovate alcune antiche iscrizioni in scrittura Kharoshthi e Brahmi.